# Медведев, Алексей Васильевич
Алексей Васильевич Медведев (1884 — 1937) — советский государственный, партийный и профсоюзный деятель.

## Биография
Родился в селе Серенский завод Калужской губернии.
В 1904 году вступил в РСДРП, большевик. Вел революционную деятельность, несколько раз арестовывался, находился в ссылке.
В 1917 член Петроградского комитета РСДРП(б), участник Октябрьского восстания 1917 в Петрограде. В 1918—1920 председатель Козельского уездного комитета РКП(б).
Участник Гражданской войны. Затем на партийной, профсоюзной и государственной работе.
С 1921 — секретарь Белоцерковского (Киевская губерния) уездного комитета КП(б) Украины, затем на политработе в Крымской трудовой армии. В 1922—1923 — председатель Харьковского губернского совета профсоюзов. В 1923—1924 — председатель ЦКК КП(б) Украины — нарком рабоче-крестьянской инспекции Украинской ССР.
С мая 1924 по январь 1925 — 2-й секретарь ЦК КП(б) Украины.
С января 1925 по сентябрь 1927 года — ответственный (первый) секретарь Екатеринославского (Днепропетровского) губкома (с августа 1925 — окружкома) КП(б) Украины.
С октября 1927 по ноябрь 1929 — секретарь ЦК КП(б) Украины.
С ноября 1929 — в распоряжении ЦК ВКП(б). С декабря 1929 — секретарь Союзного совета ЦИК СССР.
С 1930 — член Верховного суда СССР.
В 1924—1930 член ЦК РКП(б)/ВКП(б). В 1930—1934 член Центральной контрольной комиссии ВКП(б), в 1931—1934 кандидат в члены Президиума ЦКК ВКП(б).
Арестован 20 августа 1937 года. Приговорён Военной коллегией Верховного суда СССР к смертной казни.
Расстрелян 30 октября 1937 года. Реабилитирован 3 марта 1956 года.